# 拉托特
拉托特，是匈牙利沃什州所辖的一个村，总面积7.27平方公里，总人口260，人口密度35.8人/平方公里（2010年1月1日）。